# Elizabeth Wang Ming-Chun
Elizabeth Wang Ming-Chun, Liza Wang Ming-Chun of Wang Ming-Chun (Shanghai, 28 augustus 1947) (jiaxiang: Shanghai) is een beroemde Hongkongse actrice, zangeres en Kantonese operaspeelster. Tegenwoordig is ze lid van de Consultatieve conferentie van het Chinese volk/中国人民政治协商会议.

## Filmografie
- Legend of the Purple Hairpin (紫钗记) (1975)
- The Legend of the Book and the Sword (书剑恩仇录) (1976)
- A House Is Not a Home (1977)
- The Heaven Sword and Dragon Saber (倚天屠龙记) (1978)
- Cho Lau Heung (楚留香) (1979)
- The Shell Game I (1980)
- Yesterday’s Glitter (京华春梦)(1980)
- Love and Passion (万水千山总是情)(1982)
- Yang's Female Warriors
- Qiu jin (秋瑾) (1984)
- The Lamp Lore (1985)
- The Awakening Story 婚前昏后 (2001)
- Let's Face It 无考不成冤家 (2002)
- Blade Heart 血荐轩辕 (2004)
- War of In-Laws (野蛮奶奶) (2005)
- When Rules Turn Loose (識法代言人) (2005)
- Glittering days (東方之珠)(2006)
- The Drive of Life (2007)
- War of in-laws II (野蛮奶奶之大战戈师奶)(2007)
- When Easterly Showers Fall on the Sunny West (东山飘雨西关晴)(2008)

- International Standard Name Identifier: 0000 0000 6406 1022
- Library of Congress Control Number: no98097836
- MusicBrainz: bda61936-7d73-4c23-b2ed-2ad742d06d3b
- Virtual International Authority File: 75938700
- WorldCat: E39PBJmxXQMBdXwKrmd3xHD6rq